# 第3海军步兵师 (德国国防军)
第3海军步兵师是納粹德國在1945年3月组建的部队，此前第163步兵師在波美拉尼亞地区被打垮（p. 198），納粹德國將残部整編成第3海军步兵师（p. 44）。1945年4月，该师被部署到希維諾烏伊希切，之后撤至柏林以北。该师最终在柏林戰役结束后在屈里茨向苏军投降。